# Riot at Xavier’s
A „Riot at Xavier's”, vagyis magyarul „Lázadás Xavier-nél” egy négy részes történet, ami a New X-Men című képregényben futott a #135-ik résztől a138-ikig 2003-ban. Írója Grant Morrison. A cselekmény egy ifjú mutáns, Xavier egyik serdülő diákja: Quentin Quire körül bonyolódik, aki részben kamasz lázadási vágyból, részben pedig a Kick nevű mutáns drog hatására ember-ellenes felkelést szít az intézetben. A „Lázadás Xaviernél”-t a saját iskolai emlékei inspirálták- állítja az író.

## A rövid cselekmény
A szuper értelmes mutáns kamasz, Quentin lelki békéje meginog, mikor megtudja, hogy szülei örökbe fogadták és ezzel egy időben szerelmének tárgya, a szőke gondolatolvasó Sophie, a Stepfordi Kakukkok egyike is visszautasítja érzelmeit. Belső problémái okozta dühét az egyszerű emberek ellen fordítja, amint híre megy, hogy az ismert mutáns divattervezőt Jumbo Carnationt emberi fajgyűlölők egy csoportja megölte. Quire ettől kezdve kigúnyolja Xavier professzor pacifista nézeteit és a magáévá teszi helyettük a rasszista mutáns Magneto beállítottságát. A tanulók közül hasonló szemléletű társakat gyűjtött maga köré és (a Kick nevű kábítószer hatása alatt, ami felerősíti a mutáns képességeket) embereket támadtak meg.
A mellékszálakon zajlik Jean Grey és férje Scott Summers egymástól való rohamos elidegenedése, a rejtélyes Xorn és a Stepfordi Kakukkok szövetségének kibomlása, és a flörtölős Angel Salvadore kapcsolata a csúnya „Csőr” (Barnell Bohusk) nevű mutánssal.
Mikor a Xavier Intézet iskolai Nyílt Napot tartanak az emberi látogatók számára Quire és csapata, az Omega Gang drogtól feltüzelve lázadást robbant ki, azt hangoztatva, hogy megtorolják Jumbo Carnation halálát. A Bestia igyekezett megállítani őket azzal, hogy elmondta: véleménye és a vizsgálatok szerint Jumbo végzete nem a verés volt, hanem a túlzásba vitt Kick fogyasztás. Az X-Men kezelésbe vette az Omega Ganget, míg a Stepfordi Kakukkok is a szerhez folyamodtak, hogy felerősítve a képességeiket legyőzhessék Quentint. Győztek, de közben Sophie az életét vesztette. Mind érzelmileg, mind a Kick mellékhatásaitól összetörve Quentin feladni kényszerült a harcát. A fiú testét kiégette a saját telepatikus energiája, állapotát Henry McCoy próbálta stabilizálni, csak részleges sikerrel.

## Következmények
- A lázadás után Charles Xavier lemond az iskola vezetéséről.
- A 150-ik részig Xorn felfedi Magnetoval való azonosságát. [2]
- Ekkor bontakoznak ki a Scott Summers és Emma Frost érzelmi kapcsolat első csírái.